# ファンタジスタさくらだ
ファンタジスタさくらだ（1985年6月22日 - ）は日本のタレント、実業家。東京都出身。血液型はO型。 
女性エンターテイメント集団「あやまんJAPAN」の元メンバー。夫はヒップホップグループ「スチャダラパー」のBose。

## 来歴
- 「あやまんJAPAN」結成時、リーダーのあやまん監督に誘われ加入。さくらだはルーキタエをメンバーに誘う。自称「おっぱい担当」の中心メンバーとしてパフォーマンスや歌手活動などを行う。
- 2012年7月10日にBoseと結婚・入籍[1]。妊娠を機に2013年3月14日のイベント「さくらだ卒業LIVE in ニコファーレ」でグループを卒業。同年6月14日第一子が誕生[2]。
- 2013年、育児雑誌6誌が育児業界に影響を与えたタレントを選出する『第6回ペアレンティングアワード』の「カップル部門」を夫と共に受賞[3]。
- 2013年9月より、ECサイト「ファンシーショップさくらだ」を立ち上げ。「すこしふしぎなセクシー」をテーマに、自身のアートワークによるアパレル・雑貨などを販売している。
- 2014年、「ミスiD2015」に既婚者でありながら応募、実行委員長の小林司との話し合いの結果、参加が認められ、「すべての女の子はアイドルである賞」（特別賞）を受賞。「ミスiD2016」では選考委員を務める。

## 人物
- 幼少期を大田区で過ごし[4]、SEKAI NO OWARIのFukaseとNakajin、書道家の金澤翔子（セカオワ談）とは共に同じ小学校であり、加えて、1歳下のSaoriとは同じバレエ教室に通っていたなど交友があった。しかし、SEKAI NO OWARIにはメンバーとして入れてもらえなかったと番組内で語っている[5]。
- 実践女子学園中学校・高等学校卒業[4]。
- 子供時代にはバレエを習い、成績優秀で美人なお嬢様として有名であった。しかしその一方、明るく目立ちたがり屋で、ひょうきんな一面もあったという。
- 夫となったBoseは、さくらだ自身が昔からの大ファンであり、子供の頃に『ポンキッキーズ』（フジテレビ）に出演していたBoseが初恋の相手だったと語っている。また、最初に買ったCDがスチャダラパーの『今夜はブギー・バック』でもある[6]。番組がきっかけで猛アタックし、Boseも面白い性格のさくらだを気に入り意気投合し、交際に発展、結婚に至った。歳の差はかなりあるが、全く気にならないほど仲が良いという。

## 出演

### CM
- 日清食品 チキンラーメン「冬キャンプ」篇（2022年2月5日 - ） - BOSE（家族）と共演[7]

## 関連人物
- ルーキタエ - 共にあやまんJAPAN結成時の元メンバー。
- SEKAI NO OWARI - メンバーのFukase、Nakajinとは大田区立東調布第三小学校時代の同級生（Nakajinとは幼稚園から同級生）で、一学年下のSaoriとも同じ小学校・同じバレエ教室に通っていたため、DJ LOVEを除く3人とは幼馴染である[8][9]。